# Rough (golf)
De rough en de semi-rough zijn de begrenzende delen van een golfbaan die tussen en langs de fairways liggen en dienen om de baan af te bakenen van het bos of overig terrein. Deze 'ruige gebieden' worden niet meer dan twee keer per jaar gemaaid, en bestaan uit hoog gras of struikgewas.

## Semi-rough
Om de green is een rand gras die minder kort wordt gemaaid, dit wordt de apron of voorgreen genoemd. Naast de fairway is het gras minder kort gemaaid dan op de fairway, en dat wordt de semi-rough genoemd. Dit 'halfruige gebied' wordt regelmatig gemaaid, maar het gras is hoger dan op de fairway, zodat lichtjes misgeschoten ballen nog in een enigszins speelbare positie kunnen worden teruggevonden. In zeldzame gevallen zijn er twee stadia van semi-rough aan te treffen, op verschillende snijhoogten. Deze worden dan first cut en second cut genoemd. De first cut heeft een snijhoogte tussen die van de fairway en de second cut.

## Rough
De echte rough is het ongemaaide deel van de hole en kan bestaan uit hoog gras, heide of struiken. Het is niet de bedoeling dat de bal daar komt. Het kan moeilijk zijn om de bal in de rough terug te vinden, en het kan moeilijk zo niet onmogelijk zijn om hem daar uit te slaan. Men spreekt dan van hard rough.
Het is verboden voor de spelers om een bal, die in de rough is beland 'beter' speelbaar neer te leggen. Men moet de bal spelen zoals hij ligt. Als tijdens het zoeken de bal beweegt, krijgt de speler een strafslag.
De rough kan gebruikt worden als visuele afbakening, zodat de golfer idealiter het gevoel krijgt zich alleen te bevinden in de vrije natuur. Het vormt daarnaast, voorals als de rough bomen of struiken bevat, een belangrijk veiligheidsbuffer om ballen te vangen die anders buiten de baan of op fairways van een andere hole zouden kunnen belanden, of een gevaar voor wandelaars zouden kunnen opleveren. Ten slotte dient het ook als ecologische strook voor planten en dieren. Bomen staan niet specifiek of uitsluitend in de rough, deze kunnen ook op de baan voorkomen.
De rough maakt ongeveer 70% uit van de totale oppervlakte van een golfbaan.